# Joseph Bernard (vitrailliste)
Pour les articles homonymes, voir Joseph Bernard et Bernard.
Joseph Bernard est un vitrailliste canadien (québécois), né le 1er février 1875 à Saint-Raymond-de-Portneuf, Québec, Canada, et mort le 3 juillet 1965 à Sainte-Anne-de-Beaupré, Québec. Ses œuvres les plus notables consistent en la décoration de la crypte de la basilique Sainte-Anne-de-Beaupré (Québec) et en la réalisation de vitraux dans l'un des édifices de l'Assemblée nationale du Québec et à la cathédrale Notre-Dame-de-l'Assomption de Moncton (Nouveau-Brunswick).

## Biographie
Marie Joseph Elzéar Bernard naît à Saint-Raymond-de-Portneuf, au Québec, le 1er février 1875. Il est le troisième des huit enfants d’Elzéar Bernard et de Marie-Anna Chouinard, qui se sont mariés à Saint-Raphaël le 16 septembre 1869.

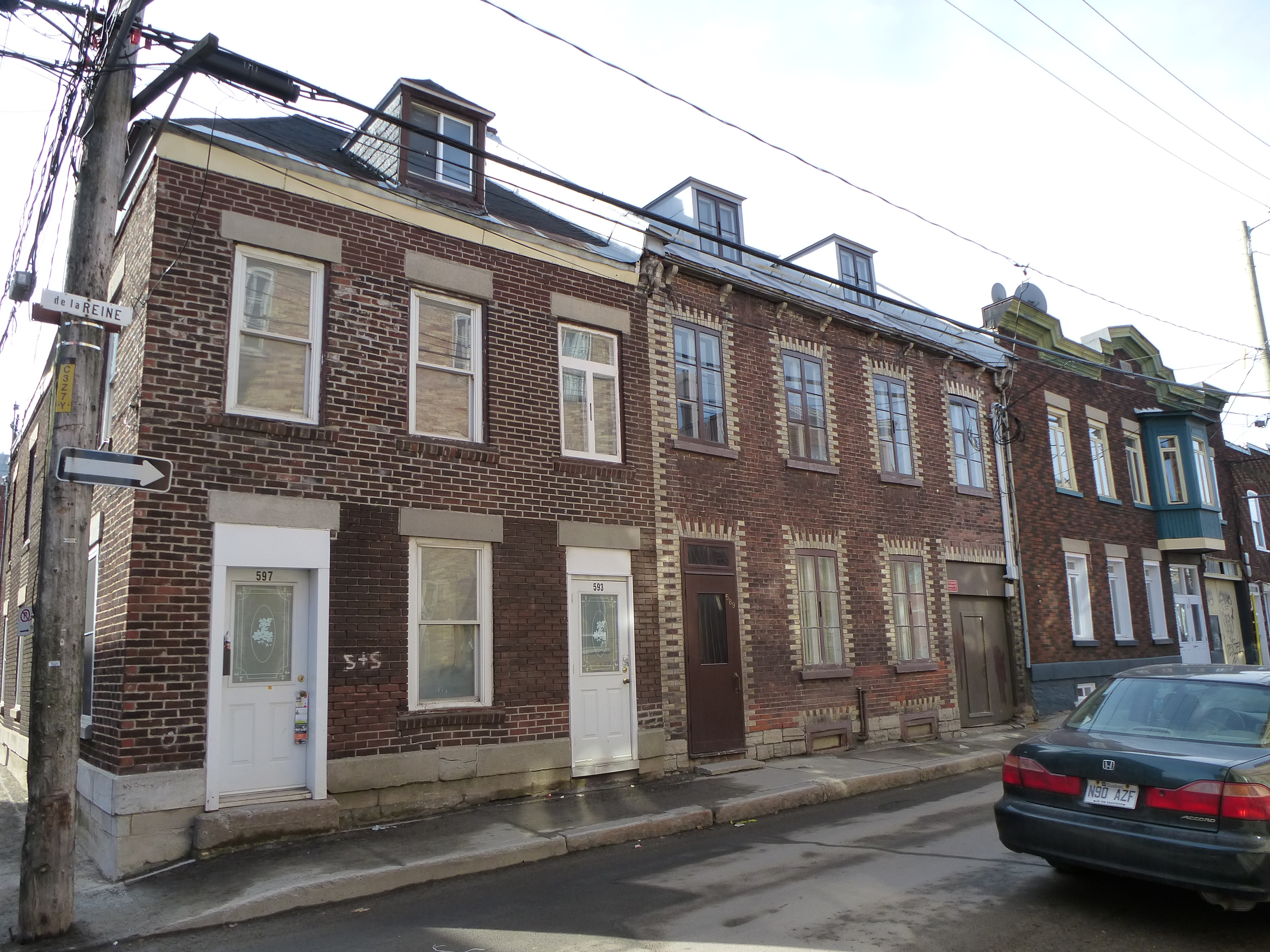
Joseph Bernard a demeuré au 147, rue de la Reine (au centre), aujourd'hui le 589 de la même rue, à Québec.

En 1881, la famille Bernard s’installe au no 82, rue de la Chapelle, sur le coin de la rue de la Reine, dans le quartier St-Roch à Québec. En 1891, on la retrouve au no 141 de la rue de la Reine.
En 1892, à l'âge de 17 ans, Bernard est engagé comme apprenti à la Maison Joseph Gauthier & Frère. L'entreprise de peintres, décorateurs et vitriers a sa place d’affaires au no 292 de la rue Saint-Joseph à Québec. 
Tout en exerçant son emploi chez Gauthier, Joseph Bernard étudie, pendant sept ans, à l’École des arts et métiers de Québec, sous Eugène Hamel.
Le 27 avril 1903, Joseph Bernard épouse Rose-Anna Massé, de Woonsocket, ville du Rhode Island aux États-Unis. Le couple emménage ensuite dans la maison située au no 147 de la rue de la Reine. Joseph Bernard s’affiche alors comme peintre décorateur. Le couple aura huit enfants, dont quatre seulement atteignent l'âge adulte. 
En 1911, déterminé à maîtriser la technique du vitrail, Joseph Bernard et sa famille déménagent à Worcester au Massachusetts, où il travaille pendant trois ans dans un atelier de verre. À son retour au Québec, il réintègre son emploi chez Gauthier; il peut dorénavant signer ses œuvres de son nom. 

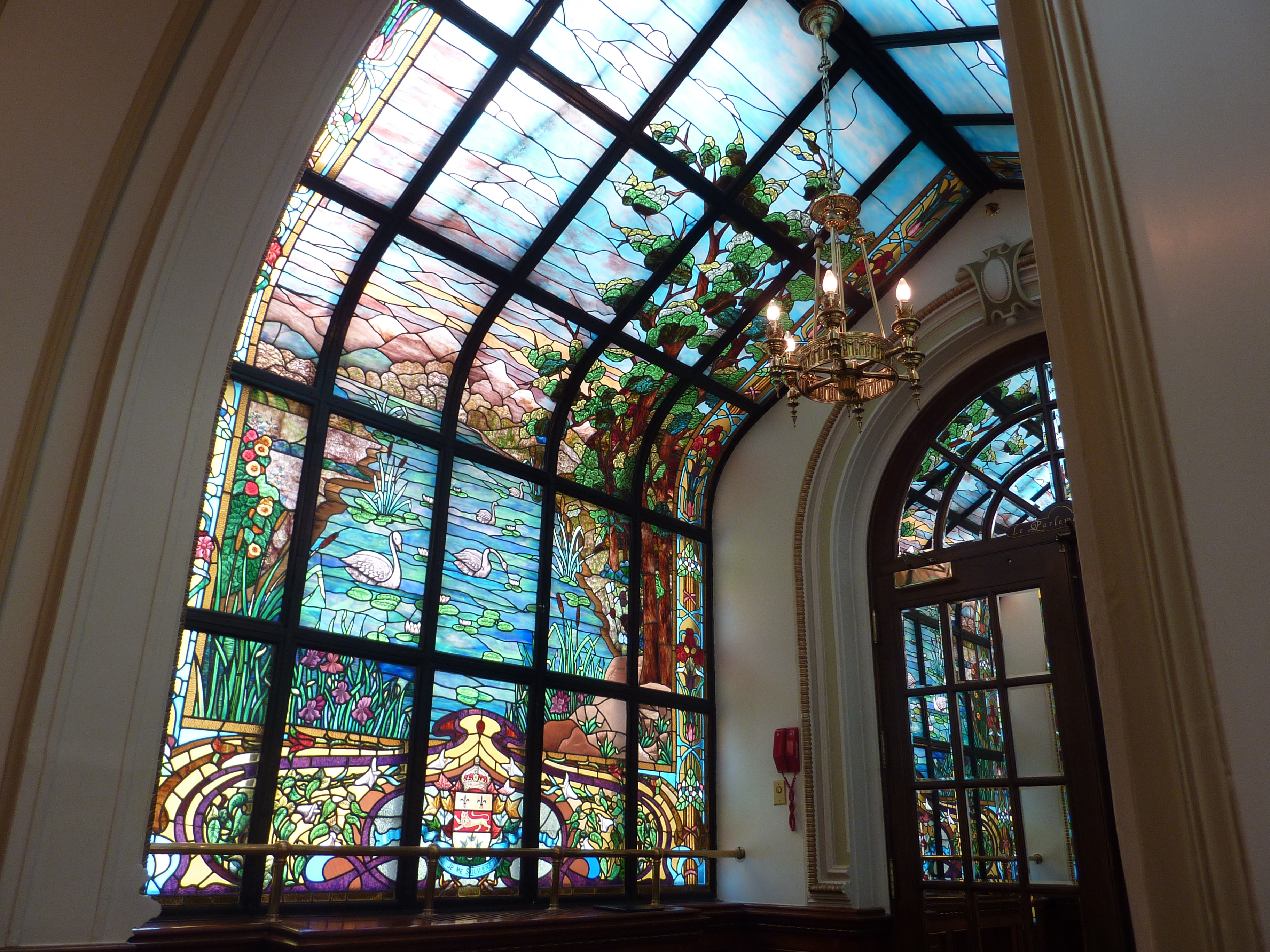
Vitrail situé dans le restaurant Le Parlementaire dans la ville de Québec.

En 1917 ou 1918, Joseph Bernard dessine et crée la verrière de 15 000 morceaux qui se trouve entre le restaurant Le Parlementaire et le bâtiment principal de l'Assemblée nationale du Québec.
À la fin de 1919 ou au début de 1920, il crée la verrière Comment Champlain quitta Honfleur derechef pour gagner les terres neuves du Canada, 1608, qu’on peut voir au deuxième palier de l’escalier central de l’édifice principal de l'Assemblée nationale.
En 1919, il réalise la verrière La Fondation de la ville de Québec par Samuel de Champlain, 1608. Depuis les années 1980, elle est située dans la Salle des drapeaux, au premier étage de la tour centrale de l’Hôtel du Parlement.
En 1924, il fabrique la verrière Marie-Réparatrice qui surmonte le maître-autel de l’église de Saint-Pascal-de-Maizerets, d’après un dessin de Gérard Morisset.  C'est avec ce dernier que Jean-Thomas Nadeau, a fait les plans de l'église, qui est bénite le 14 décembre 1924,. En 1962, le temple est désaffecté et le vitrail déplacé dans le presbytère. En 1987, le presbytère est vendu, et on perd alors la trace de la verrière. 
Vers 1925, Joseph Bernard quitte la Maison Joseph Gauthier et met sur pieds son entreprise de peinture et de verrières, Studio Bernard Enr., située sur la rue Grant dans un bâtiment voisin de la maison familiale.
En 1925, débute la construction de l'église de Saint-Gilbert, dans Portneuf.  Bernard se voit confier la décoration, en jaune et orangé, des fenêtres de l'édifice, qui est bénit le 12 août 1928.
Au début des années 1940, Joseph Bernard obtient un sous-contrat du maître-verrier français Auguste Labouret pour doter de verrières la cathédrale Notre-Dame-de-l'Assomption de Moncton, au Nouveau-Brunswick, en s'inspirant de maquettes fournies par Labouret. Ce contrat a pour objet la réalisation des deux grandes verrières situées dans les transepts de l’édifice qui, en 36 panneaux, relatent l’histoire de l’Acadie. Les esquisses ayant été approuvées par Mgr Melanson le 8 octobre 1941, les verrières ont été mises en place à la fin de l’année 1941 ou, plus probablement, en 1942,,.
En 1943, Labouret, qui doit exécuter un contrat de fabrication des mosaïques et des vitraux pour la basilique Sainte-Anne-de-Beaupré au Québec, confie à Joseph Bernard la tâche de décorer la crypte. « Le chœur (de la crypte), converti temporairement en chapelle de prière a été revêtu des symboles de la Passion de Jésus, par Joseph Bernard, en collaboration avec Auguste Labouret, qui avait la haute direction de la décoration. »
Joseph Bernard prend sa retraite vers 1952. Le 29 avril 1955, il est durement frappé par le décès de son épouse, Rose-Anna Massé.  Il quitte alors la ville de Québec pour prendre pension à proximité de la basilique de Sainte-Anne-de-Beaupré. Il décède le 3 juillet 1965, à l’âge de 90 ans. Son corps est inhumé dans le cimetière Saint-Charles à Québec.

## Galerie

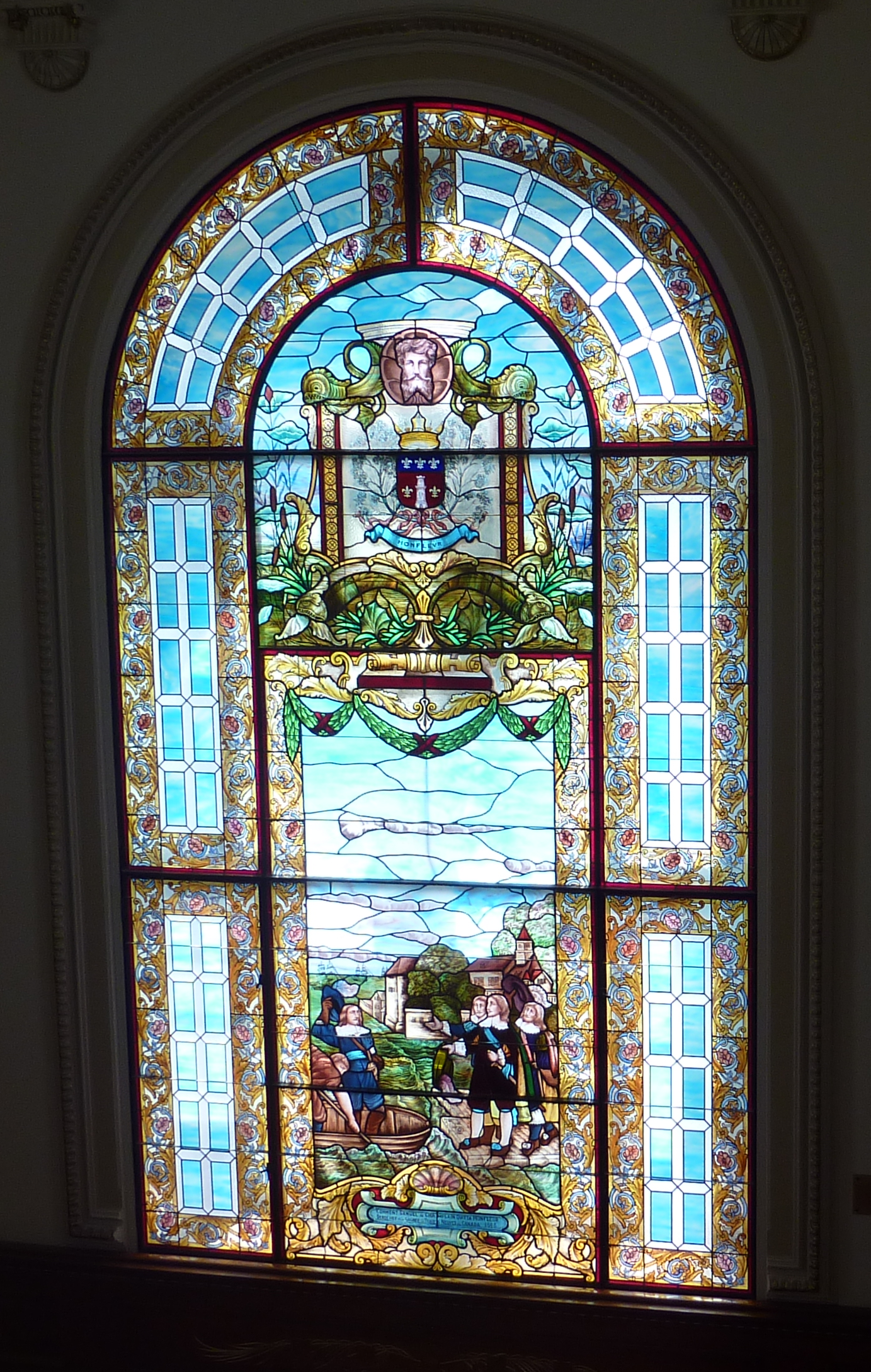
Comment Champlain quitta Honfleur derechef pour gagner les terres neuves du Canada, 1608
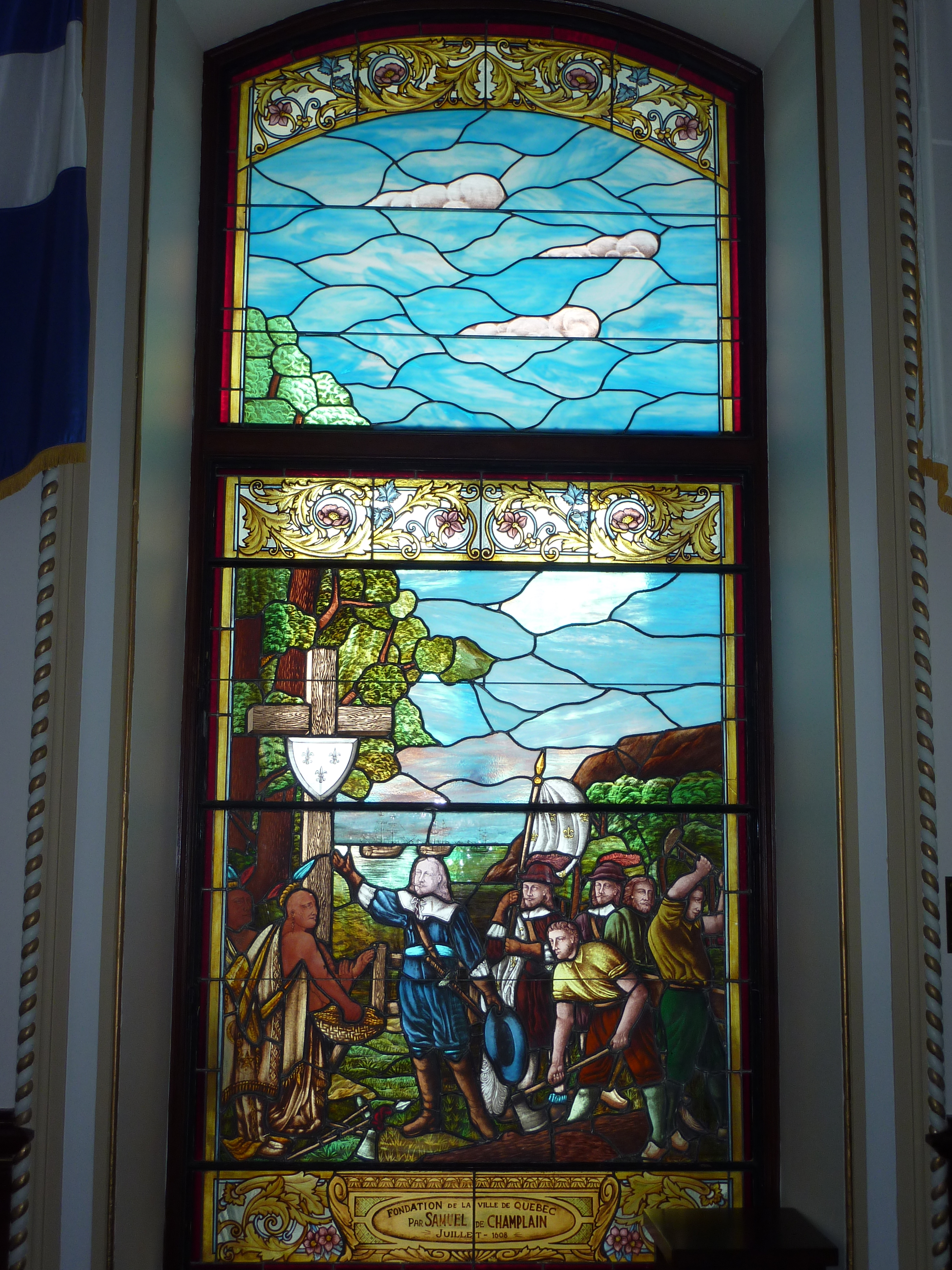
Fondation de la ville de Québec par Samuel de Champlain. Juillet 1608